# 주회로차단기
주회로차단기(MCB)는 전기로 움직이는 전기기관차나 전동차에 설치되는 장치이다. 

## 설명
주회로차단기는 철도 차량에 주로 들어가는 장치로 집전장치에서 받은 전기를 주된 변압기에 공급하는 역할을 하는 장치가 된다. 회로차단기의 역할도 하기에 안전장치의 역할까지 병행하며 주회로차단기는 교류나 직류에 모두 대응하기 위해서도 반드시 설치된다. 교직겸용차인 차량은 주회로차단기가 교류와 직류에 모두 대응할 수 있도록 설계되어 있으며 교류전용차는 교류에만 대응하게 주회로차단기가 설정되어 있고 직류전용차에서는 직류에만 대응하게 설정되어 있다. 이외에 주회로차단기는 견인 전동기, 주변환장치, 보조전원장치, 제어 장치 등에 문제가 생기거나 운행중인 전기기관차나 전동차가 과부하가 걸리는 등의 비상 상황이 일어났을 때엔 신속하게 전원을 차단하여 다른 기기를 보호하는 역할도 수행하는 장치가 된다.

## 같이 보기
- 전기기관차
- 전동차